# الرسومات الحجرية في فالكامونيكا
الرسومات الحجرية في فالكامونيكا (بالإيطالية: Incisioni rupestri della Val Camonica)‏ هي رسومات موجودة في مقاطعة بريشا في إيطاليا. وتُشكل واحدة من أكبر مجموعات نقوش ما قبل التاريخ في العالم. تم جمع اعتراف بها من قِبل اليونسكو في عام 1979، وكانت أول موقع للتراث العالمي في إيطاليا. حيثُ اعترفت اليونسكو رسميا بأكثر من 140,000 شكل ورمز. ولكن الاكتشافات الجديدة قد زادت أعدادها إلى ما بين 200,000 - 300,000. وتنتشر النُقوش الصخرية على جميع الأسطح في الوادي، وتتركز في مناطق دارفو بواريو تيرمي، كابو دي بونتي، نادرو، باسباردو.

## الخصائص
العديد من النقوش صُنعت في الثمان الآف سنة التي سبقت العصر الحديدي، والتي تُنسب لشعوب الجاموني حسب المصادر اللاتينية. ولم ينتهي تقليد النحت على الصخر بشكل مفاجئ.